# Mikołaj Rudnicki
Mikołaj Rudnicki (ur. 6 grudnia 1881 w Sokołowie Podlaskim, zm. 28 czerwca 1978 w Puszczykowie) – polski językoznawca.

## Życiorys
Syn Zofii z Bałkowców i Szymona Rudnickiego, uczestnika powstania z 1863. Brat księdza Jana Rudnickiego zaangażowanego w działalność patriotyczną i kulturalną na terenie diecezji podlaskiej oraz Michała Rudnickiego działacza Polskiej Organizacji Wojskowej. Stryj muzykologa prof. Hanny Rudnickiej-Kruszewskiej.
Studia odbył w Krakowie, od 1911 docent językoznawstwa indoeuropejskiego. Był członkiem Ligi Narodowej.
Od 1919 profesor Uniwersytetu Poznańskiego. W latach (1948–1950) pełnił funkcję dziekana wydziału. Od 1945 członek PAU. Założyciel i redaktor w latach (1921–1948) czasopisma „Slavia Occidentalis”, dyrektor Instytutu Zachodniosłowiańskiego. Od 1945 członek Komisji Ustalania Nazw Miejscowości na terenach Ziem Odzyskanych, za działalność w której został odznaczony Orderem Sztandaru Pracy I klasy (1962). Przewodniczący wojewódzkiego oddziału Towarzystwa Przyjaźni Polsko-Radzieckiej (od 12 października 1945).
Profesor zwyczajny doktor habilitowany, współzałożyciel Uniwersytetu Poznańskiego, doctor honoris causa Uniwersytetu im. Adama Mickiewicza w Poznaniu, członek korespondent PAN, uczeń profesora Jana Szaroty.
Specjalista w zakresie językoznawstwa indoeuropejskiego i filologii słowiańskiej.
Został pochowany na Cmentarzu parafialnym św. Jana Vianneya w Poznaniu.

## Prace naukowe
Ogłosił wiele prac z tych specjalizacji z zagadnień psychofonetycznych: 
- Studia psychofonetyczne,
- Przyczynki do gramatyki i słownika narzecza słowińskiego (1913),
- Wykształcenie językowe w życiu i w szkole (1920),
- Z dziejów polskiej myśli językowej i wychowania (1921),
- Prawo identyfikacji wyobrażeń niedostatecznie różnych (1927),
- Językoznawstwo polskie w dobie Oświecenia (1956),
- Prasłowiańszczyzna,
- Lechia Polska (1959-1961).

Ogłosił też wiele prac literackich i dramatów pod pseudonimami: M.S. Rozwar i E. Meser.

## Upamiętnienie
19 lutego 1987 odsłonięto w gmachu Collegium Novum w Poznaniu tablicę pamiątkową ku czci profesora.